# Frankfurt-Gutleutviertel
Gutleutviertel is een stadsdeel van Frankfurt am Main. Het stadsdeel ligt ten westen van het centrum van Frankfurt. Gutleutviertel is met ongeveer 5.500 inwoners een van de kleinere stadsdelen van Frankfurt. Het bekendste gebouw is de Westhafentower.

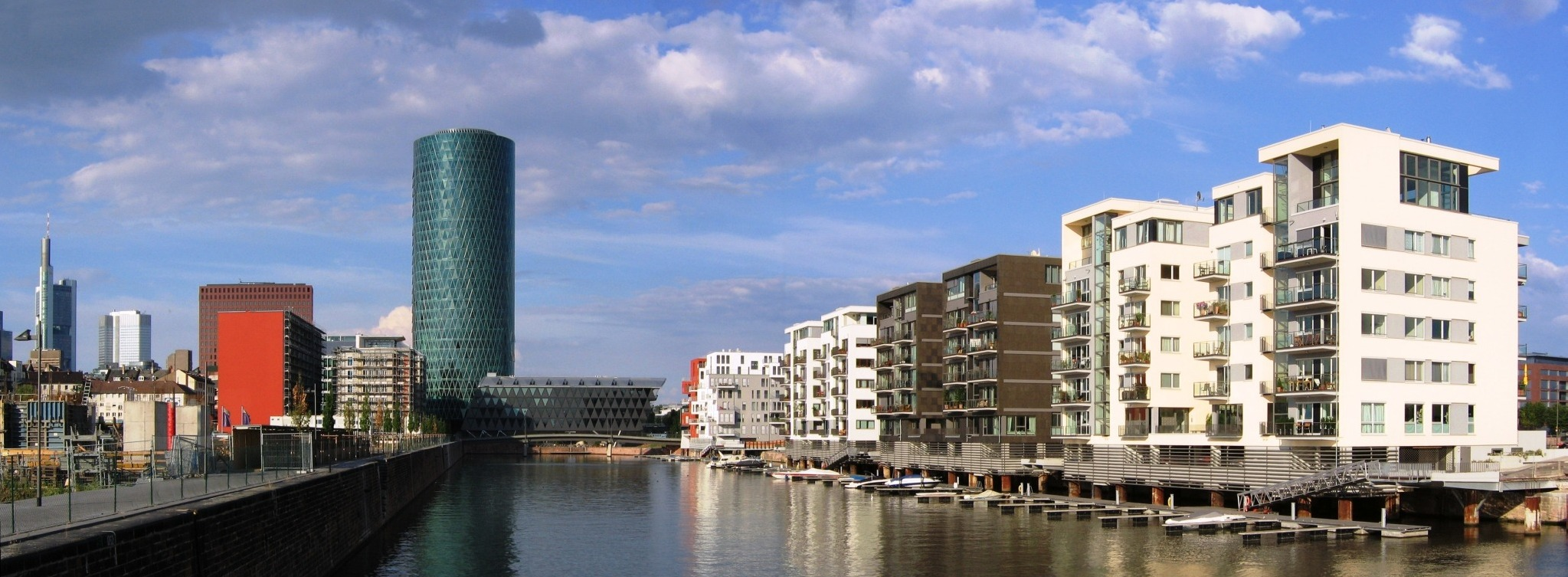
Nieuwbouwgebied aan de Westhafen

Altstadt · Bahnhofsviertel · Bergen-Enkheim · Berkersheim · Bockenheim · Bonames · Bornheim · Dornbusch · Eckenheim · Eschersheim · Fechenheim · Flughafen · Frankfurter Berg · Gallus · Ginnheim · Griesheim · Gutleutviertel · Harheim · Hausen · Heddernheim · Höchst · Innenstadt · Kalbach-Riedberg · Nied · Nieder-Erlenbach · Nieder-Eschbach · Niederrad ·  Niederursel · Nordend · Oberrad · Ostend · Praunheim · Preungesheim · Riederwald · Rödelheim · Sachsenhausen · Schwanheim · Seckbach · Sindlingen · Sossenheim · Unterliederbach · Westend · Zeilsheim